# Serious Sam: Next Encounter
Serious Sam: Next Encounter est un jeu vidéo de tir subjectif édité par Global Star Software et développé par Climax Group. Il est sorti sur GameCube et sur PlayStation 2 en 2004. Le joueur y incarne Sam Stone, dit 'Serious', un tueur d'extra-terrestres, et doit parcourir des univers à la recherche de Mental, le roi des extra-terrestres.